# Stella Ogandoa Nsioma
Stella Ogandoa Nsioma, née le 30 juillet 1992, est une karatéka camerounaise.

## Carrière
Elle remporte la médaille de bronze en kumite individuel des plus de 68 kg lors des Jeux africains de 2019 à Rabat ainsi qu'aux Championnats d'Afrique de karaté 2022 à Durban.
Aux championnats d'Afrique 2023 à Casablanca, elle est médaillée de bronze en kata par équipes.
Elle est médaillée d'argent en kumite par équipes lors des Championnats d'Afrique 2025 à Abuja.